# Região Censitária de Kusilvak
A Região Censitária de Wade Hampton é uma das 11 regiões localizada no estado americano do Alasca que faz parte do Distrito não-organizado, portanto  não possui o poder de fornecer certos serviços públicos aos seus habitantes, que são fornecidos por distritos organizados e por condados. Como tal, não possui sede de distrito. Possui uma área de 50 943 km², uma população de 7 028 habitantes e uma densidade demográfica de cerca de 0,8 hab/km². Sua principal cidade é Hooper Bay.